# Viscozitate sanguină
Viscozitatea sanguină exprimă rezistența opusă curgerii de sânge. Este datorată viscozitătii plasmei si procentului volumic al eritrocitelor.